# كهف البلورات
كهف البلورات (بالإسبانية: Cueva de los cristales)‏ هو كهف متصل بمنجم نايكا على عمق 300 متر (980 قدم)، في نايكا، ولاية شيواوا، المكسيك. يأخذ شكل غرفة داخل صخرة الحجر الجيري المضيفة للمنجم، ويبلغ طولها حوالي 109-متر (358 قدم) وحجمها من 5,000 إلى 6,000 متر مكعب (180,000 إلى 210,000 قدم3).